# Arkitekten
Arkitekten (oprindeligt Architekten) er Skandinaviens største og ældste arkitekturtidsskrift, idet det første gang udkom i oktober måned 1898. Magasinet er medlemsblad for Akademisk Arkitektforening og udgives 10 gange årligt pr.  2022.
Bladet blev stiftet midt i en brydningstid mellem historicisme og nationalromantik, og debatterne fik lov at udfolde sig i bladets spalter.
I 1920'ernes kulturdebat fik Architekten modspil fra Kritisk Revy, der udkom 1926-28 som kritik af Akademisk Arkitektforening og herskende tilbageskuende arkitekturtendenser som Bedre Byggeskik og nyklassicismen. Redaktionen på Kritisk Revy lukkede dog angiveligt bladet ned i skuffelse over, at det ikke i tilstrækkelig grad var lykkedes at provokere parnasset på Kunstakademiets Arkitektskole til at give Kritisk Revys provokationer faglig og journalistisk opmærksomhed.
Arkitekten udkom første gang under denne titel i 1957.

## Redaktører/redaktionsmedlemmer
Listen er ikke komplet
- (1898-1905) Eugen Jørgensen
- (1898-1906) Knud Arne Petersen
- (1905-1911) Kristoffer Varming
- (1908-1910) Einar Ambt
- (1911-1916) Holger Rasmussen
- (1916-1919) Poul Holsøe
- (1918-1926) Kay Fisker
- (1927-1932) Steen Eiler Rasmussen
- (1947-1958) Edvard Heiberg
- (1956-1982) Poul Erik Skriver
- (1983 -2007) Kim Dirckinck-Holmfeld
- (2007-2011) Kjeld Vindum
- (2011-nu) Martin Keiding[5]